# Christine Wulf
Christine Wulf (* 1957 in Halle, Landkreis Holzminden) ist eine deutsche germanistische Mediävistin und Epigraphikerin an der Inschriftenkommission der Akademie der Wissenschaften zu Göttingen.

## Leben
Christine Wulf studierte die Fächer Germanistik, Biologie und Philosophie. Nach ihrem ersten Staatsexamen 1981 promovierte sie 1987/88 an der Georg-August-Universität Göttingen mit ihrer Dissertation unter dem Titel Eine volkssprachige Laienbibel des 15. Jahrhunderts. Untersuchung und Teiledition der Handschrift Nürnberg, Stadtbibliothek, Ms. Solg. 16.2°.
Seit April 1984 ist Wulf für die Inschriftenkommission der Göttinger Akademie tätig, anfangs als wissenschaftliche Hilfskraft, anschließend als wissenschaftliche Mitarbeiterin und Leiterin der Dienststelle. Ihre Arbeits- und Forschungsschwerpunkte umfassen die Inschriften des Mittelalters und der frühen Neuzeit, Bildbeischriften auf Inschriftendenkmälern sowie die Deutsche Bibel im Mittelalter. Zu den weiteren Forschungsinteressen zählt die Rezeption von Bibel und Liturgie in den Inschriften des Mittelalters und der frühen Neuzeit.

## Mitgliedschaften
- Kommission zur Erforschung der Kultur des Spätmittelalters an der Akademie der Wissenschaften zu Göttingen[2]
- Historische Kommission für Niedersachsen und Bremen[2]
- Geschichtsverein für Göttingen und Umgebung[2]
- Braunschweigischer Geschichtsverein[2]
- Mediävistenverband[2]
- Gesellschaft für niedersächsische Kirchengeschichte[2]
- Gesellschaft der Freunde des Deutschen Bibelarchivs[2]

## Schriften (Auswahl)
- Eine volkssprachige Laienbibel des 15. Jahrhunderts. Untersuchung und Teiledition der Handschrift Nürnberg, Stadtbibliothek, Ms. Solg. 16.2° (= Münchener Texte und Untersuchungen zur deutschen Literatur des Mittelalters, Band 98), zugleich Dissertation 1987/88 an der Universität Göttingen, München; Zürich: Artemis-Verlag, 1991, ISBN 978-3-7608-3398-9 und ISBN 3-7608-3398-5; Inhaltsverzeichnis
- Editionen in der Reihe Die Deutschen Inschriften (DI):
  - Die Inschriften der Stadt Hameln, gesammelt und bearbeitet von Christine Wulf. (DI 28), Wiesbaden 1989; Online-Version
  - Die Inschriften der Stadt Hildesheim, gesammelt und bearbeitet von Christine Wulf (DI 58), Wiesbaden 2003; Online-Version
  - Die Inschriften des Landkreises Hildesheim, bearbeitet von Christine Wulf (DI 88), Wiesbaden 2014; Online-Version
  - Die Inschriften des Landkreises Northeim, bearbeitet von Jörg H. Lampe und Christine Wulf. (DI 96), Wiesbaden 2016; Online-Version